# Haus Neuburg (Wuppertal)
Das Haus Neuburg oder Neuburg’sche Haus wurde 1831/1832 (nach anderer Quelle 1845) von dem Schinkel-Schüler und Elberfelder Baumeister Johann Friedrich Unten Schrievers (1788–1864), erbaut. Es stand in der Wuppertaler Luisenstraße (Hausanschrift Luisenstraße 50–54) und galt als eines der schönsten klassizistischen Häuser von Elberfeld. Das dreizehnachsige Haus Neuburg hatte mittig einen fünfachsigen Portikus.
Das denkmalgeschützte Gebäude wurde 1943 bei einem Luftangriff auf Elberfeld zerstört.